# Charles Boycott

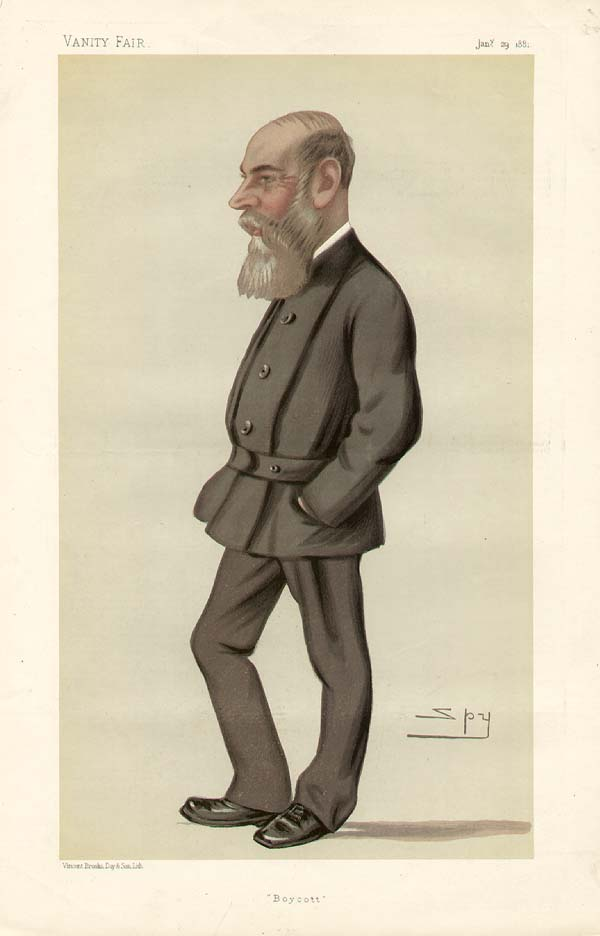
Karikatyr i Vanity Fair.

Charles Boycott, född 12 mars 1832, död 19 juni 1897, var en brittisk egendomsförvaltare i County Mayo på Irland. 
Han motsatte sig starkt de krav på jordbruksreformer som genomdrivits av Irish Land League 1879-1881. Boycott, som arbetade för earlen av Earne, hade som uppgift att samla in höga hyror från de fattiga arrendatorerna. 
På 1880-talet slog skörden fel och det rådde hungersnöd. Arrendatorerna krävde lägre hyror, något som avvisades av Boycott. Den irländske statsmannen Charles Stewart Parnell uppmanade folket till att inte ta till våld utan istället vägra att arbeta för honom. Därav ordet boycott; svenska bojkott.